# Castasegna
Castasegna é uma antiga comuna da Suíça, no Cantão Grisões, com cerca de 182 habitantes. Estende-se por uma área de 6,76 km², de densidade populacional de 27 hab/km². Confina com as seguintes comunas: Bondo, Soglio, Villa di Chiavenna (IT-SO).
A língua oficial nesta comuna é o Italiano.
Atualmente, faz parte da comuna de Bregaglia.

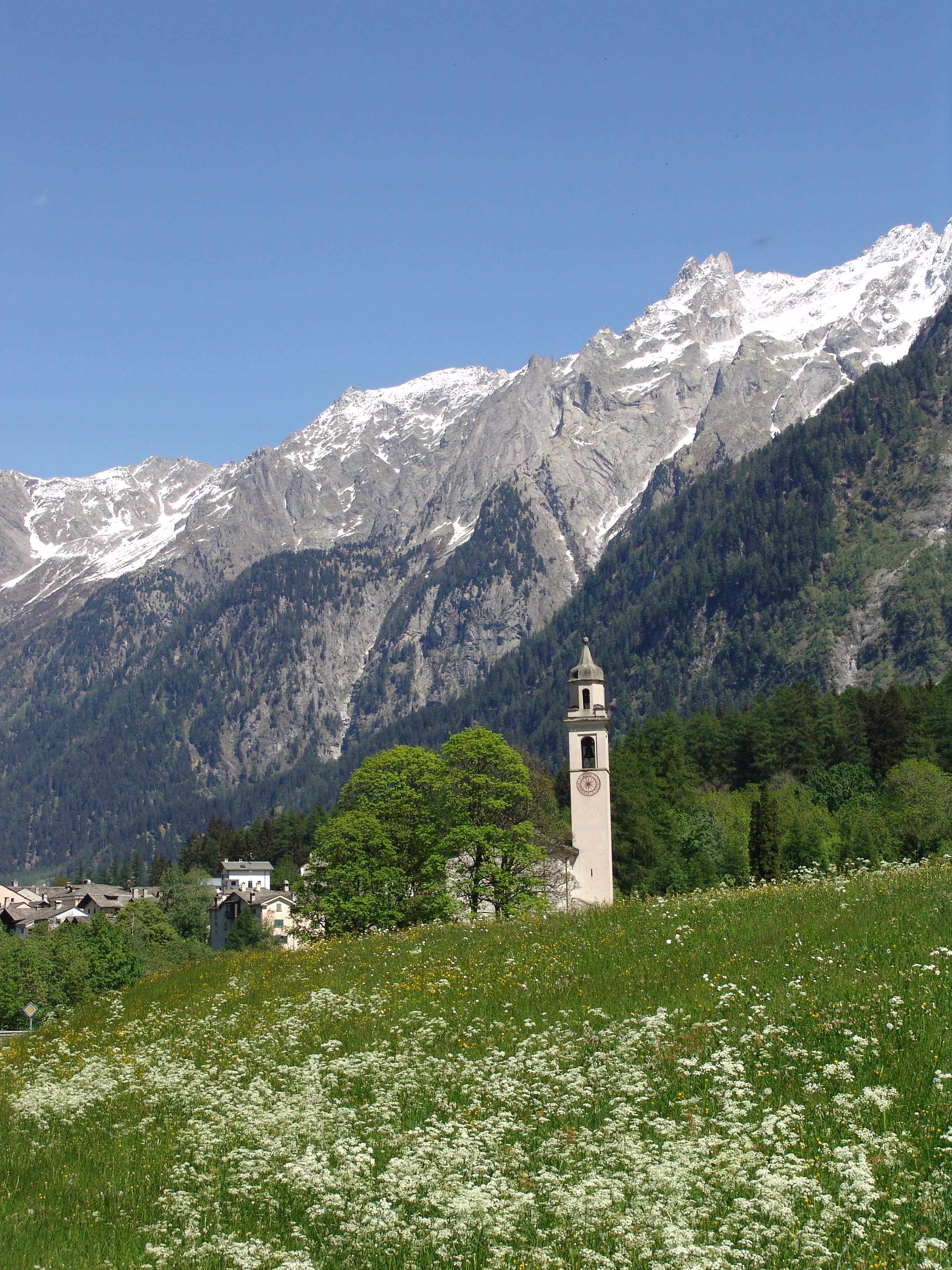
Passagem Majola
Castasegna (2007)